# Martin Knudsen
Martin Hans Christian Knudsen (Hasmark, 15 de fevereiro de 1871 — Copenhague, 27 de maio de 1949) foi um físico e oceanógrafo dinamarquês. Foi professor na Escola Técnica da Dinamarca, sucessor de Christian Christiansen. Recebeu em 1935 a medalha Alexander Agassiz da Academia Nacional de Ciências dos Estados Unidos. Participou da 1ª, 2ª, 3ª e 5ª Conferência de Solvay.